# Kungälv

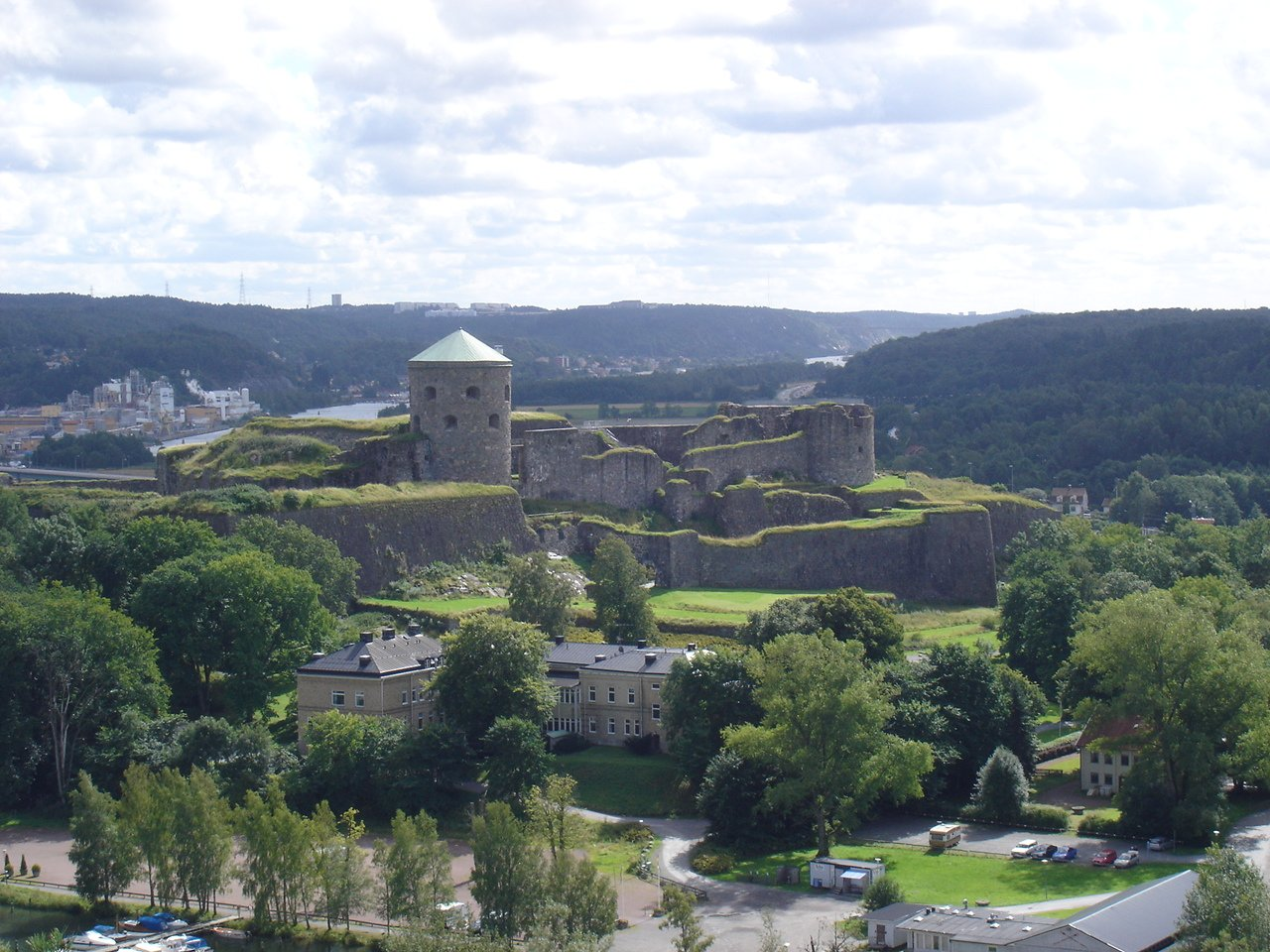
Bohus fästning (La Forteresse de Bohus).

Kungälv est le bourg principal (centralort) de la commune de Kungälv (Kungälvs kommun) dans la province historique de Bohuslän et le comté de Västra Götaland, en Suède. La commune fondée en 1612 remplaça la commune de Kongahälla, datant du XIIe siècle.
Kungälv est situé au nord de Göteborg, près de la séparation du Göta älv, et non loin du Skagerrak.
Le bourg situé à l'origine plus à l'ouest, peut-être à la place de l'actuel Ytterby[pas clair] s'est rapproché du fort de Bohus après avoir brulé. Au Moyen Âge, il était grâce au château une place importante de négoce entre la Suède et la Norvège. Le fort n'étant plus important la ville a été reconstruite sur la rive nord du Nordre älv traçant une longue rue parallèle au cours du fleuve, le vieux Kungälv. On y trouve l'église, l'ancien Hôtel de ville et de pittoresques maisons.
C'est à Kungälv que sont cuisinés les biscuits de Göteborgs Kex (à prononcer chex ou quex).
Le bourg s'étend sur 1 062 hectares.
En 2000, 20 454 personnes habitaient à Kungälv.
Latitude : 57° 52´ N
Longitude : 11° 59´ E